# Melbourne
Melbourne (IPA: ˈmɛlbərn) è la capitale dello Stato del Victoria, nell'Australia sud-orientale, ed è la seconda città più popolosa dell'Australia dopo Sydney. Essa corrisponde con la più ampia conurbazione chiamata informalmente Grande Melbourne o Greater Melbourne, costituita di 31 municipalità che, nel complesso, racchiudono circa cinque milioni di persone, rendendola la seconda area urbana più popolata della federazione dopo Sydney. La municipalità chiamata City of Melbourne ne rappresenta il centro storico ed è la capitale dello Stato di Victoria.
Spesso riportata come "capitale culturale d'Australia" e "Città giardino", Melbourne è un indiscusso centro culturale internazionale, ed è stata la seconda città al mondo dopo Edimburgo ad essere nominata "Città Letteraria" dall'UNESCO. A Melbourne è nato il cinema australiano (come pure il primo lungometraggio nella storia del cinema), la televisione australiana, l'arte impressionista australiana e una lunga serie di correnti artistiche, dalla musica alla letteratura. Città multiculturale per antonomasia, Melbourne trova nello sport e nella varietà di cibi e tradizioni ulteriori punti di eccellenza. Anche per questo è stata nominata per sette anni consecutivi "città più vivibile al mondo" secondo la speciale classifica stilata da The Economist.

## Geografia fisica

### Territorio

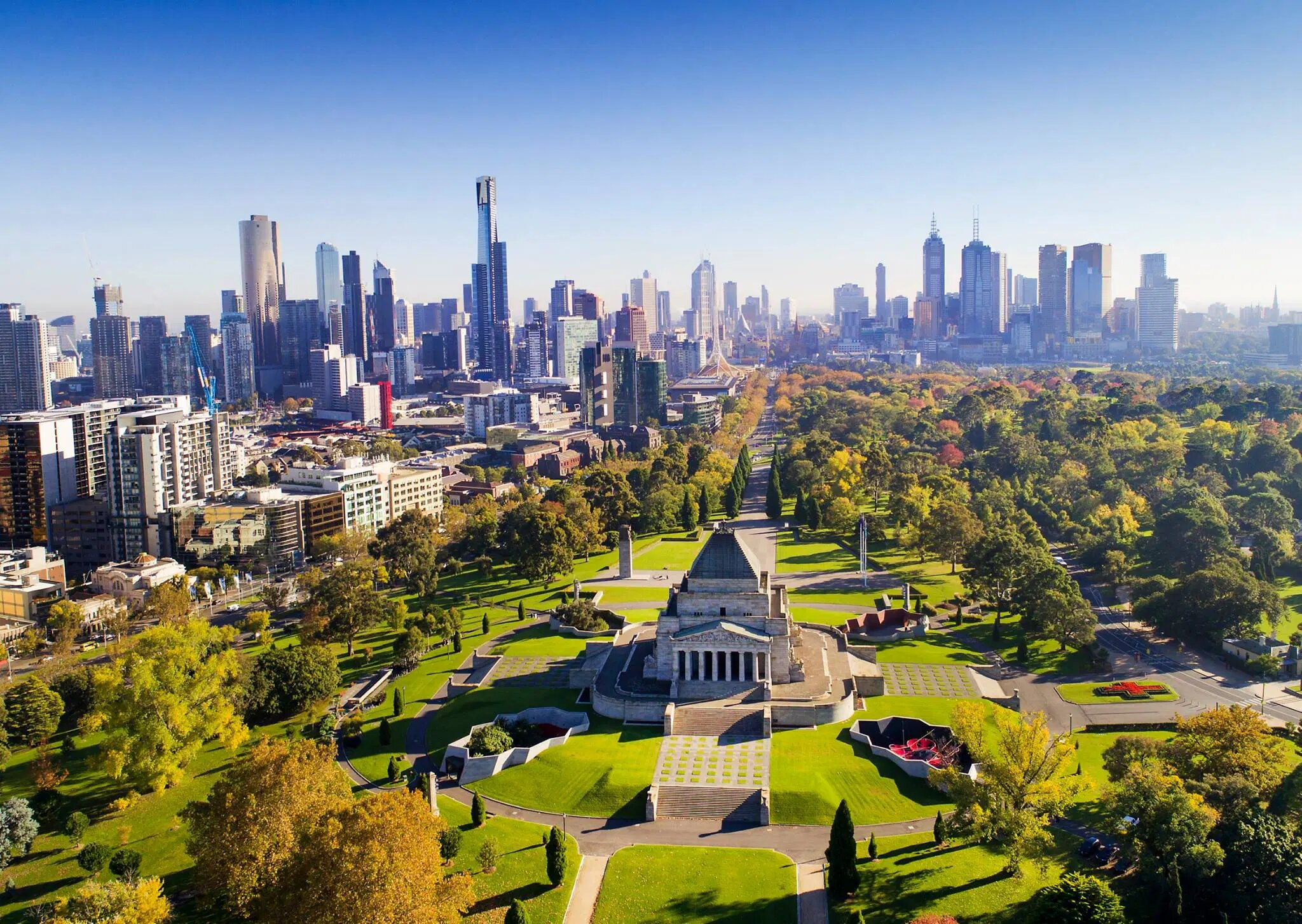
Skyline di Melbourne dal Santuario della Memoria in autunno.

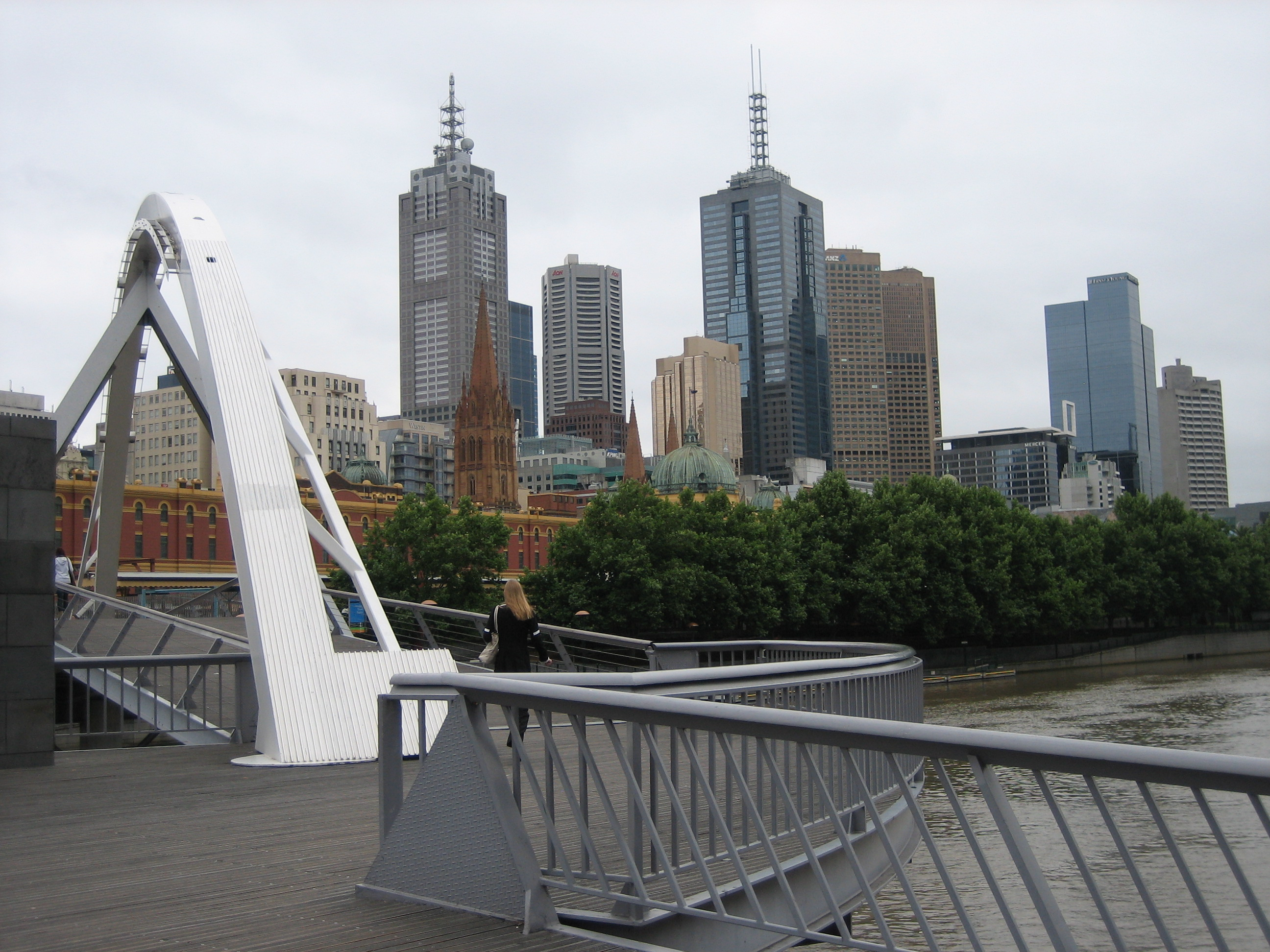
Skyline di Melbourne dal ponte pedonale sul fiume Yarra

Melbourne è collocata nell'angolo a sud-est del continente australiano. Geologicamente si costituì dalla confluenza della lava del quaternario ad ovest, dalla roccia silurina ad est e dalla sabbia olocenica a sud-est lungo Port Phillip. Si sviluppa ad est seguendo il fiume Yarra fino ad arrivare al Dandenong Ranges, a sud-est dall'imbocco della baia di Port Phillip seguendo il fiume Maribyrnong. Il centro di affari della città (la città originale) si trova nel famoso mile-by-half-a-mile Hoddle Grid che si trova nella parte sud e che costeggia il fiume Yarra.

### Clima
Melbourne ospita un clima oceanico, estremamente variabile, ed è famosa per le "four seasons in one day" (quattro stagioni in un giorno solo), un neologismo usato dai suoi abitanti per descrivere la variabilità meteorologica. Data la sua collocazione Melbourne è molto ventosa per tutto l'anno e decisamente più fredda in inverno e durante tutto il resto dell'anno rispetto alle altre grandi città australiane, e quando soffiano i venti secchi del nord, la temperatura talvolta supera i 40 °C. Le estati sono soleggiate e secche. A causa dei costanti venti freddi provenienti dal sud oceanico, la temperatura percepita è decisamente inferiore rispetto alla temperatura reale. In inverno ed autunno si aggiunge anche un alto tasso di umidità. 
Il massimo registrato a Melbourne è del 7 febbraio del 2009, con 46,4 °C, tale giorno è tristemente entrato nella storia dell'Australia con il nome di Black Saturday bushfire, in cui a causa dei numerosi incendi nella regione attorno a Melbourne, morirono 173 persone e 414 subirono ferite rilevanti.
La temperatura più bassa mai registrata a Melbourne è di -2,8 °C il 21 luglio del 1869 In tempi più recenti (ultimi 40 anni) il minimo più basso è stato registrato 21 luglio del 1982 quando il termometro misurò -0,8 °C.
| Melbourne           | Mesi | Mesi | Mesi | Mesi | Mesi | Mesi | Mesi | Mesi | Mesi | Mesi | Mesi | Mesi | Stagioni | Stagioni | Stagioni | Stagioni | Anno  |
| Melbourne           | Gen  | Feb  | Mar  | Apr  | Mag  | Giu  | Lug  | Ago  | Set  | Ott  | Nov  | Dic  | Est      | Aut      | Inv      | Pri      | Anno  |
| ------------------- | ---- | ---- | ---- | ---- | ---- | ---- | ---- | ---- | ---- | ---- | ---- | ---- | -------- | -------- | -------- | -------- | ----- |
| T. max. media (°C)  | 25,9 | 25,8 | 23,9 | 20,3 | 16,7 | 14,0 | 13,4 | 15,0 | 17,2 | 19,7 | 21,9 | 24,2 | 25,3     | 20,3     | 14,1     | 19,6     | 19,8  |
| T. min. media (°C)  | 14,3 | 14,6 | 13,2 | 10,8 | 8,6  | 6,9  | 6,0  | 6,7  | 8,0  | 9,5  | 11,2 | 12,9 | 13,9     | 10,9     | 6,5      | 9,6      | 10,2  |
| Precipitazioni (mm) | 47,7 | 47,9 | 50,3 | 57,5 | 55,8 | 49,0 | 47,6 | 50,2 | 58,0 | 66,4 | 60,1 | 59,3 | 154,9    | 163,6    | 146,8    | 184,5    | 649,8 |

## Flora e fauna
Melbourne ospita numerose specie animali e vegetali australiane e non. La fauna cittadina è ricca di specie di uccelli come il cacatua, il Platycercus (pappagallo 'rossella'), il lorichetto arcobaleno, e sulle spiagge presso St. Kilda è possibile osservare il Pinguino minore blu. Tra i mammiferi è comune incontrare il possum e osservare pipistrelli della famiglia dei Pteropodidae. Tra le specie invasive ci sono il piccione, il ratto e la volpe.

## Storia
La città di Melbourne è stata fondata nel 1835 da un uomo australiano di nome John Batman. Il territorio però fu inizialmente abbandonato perché mancava di acqua potabile. I fondatori quindi si spostarono risalendo lo Yarra e raggiunsero il posto ora occupato dalla city. Il porto di Williamstown comunque continuò ad essere utilizzato come primo punto di approdo delle navi. È conosciuto come Giem Pier e ancora oggi si può visitare.
La regione, conosciuta ora come Victoria, era abitata dalla popolazione indigena dei Kulin e contesa poi dagli inglesi e dai francesi. Uno dei primi inglesi che si insediò in quella zona fu John Batman, un amministratore terriero di grande successo, che pur vedendosi negato dal governatore del Nuovo Galles del Sud il permesso di costituire una colonia, essendone presente già una nella zona, firmò un accordo con alcuni aborigeni per l'acquisto di circa 2 000 km² di terra coltivabile presso l'attuale Melbourne, oltre che altri terreni in prossimità di Geelong, a sud-est, nella Corio Bay.
Contemporaneamente a Batman anche un altro uomo d'affari, John Pascoe Fawkner, si recò con la sua nave, la Enterprize, nei pressi del fiume Yarra per stabilirvi un insediamento. I gruppi, comandati dai due uomini decisero, allora, di spartirsi il territorio e di fondarvi, nel marzo 1837, una città che poco dopo fu battezzata Melbourne in onore del primo ministro britannico dell'epoca, Lord William Lamb.
Dal settembre 1836 divenne il centro amministrativo del distretto di Port Phillip nel Nuovo Galles del Sud. Il governo fu rappresentato dapprima da un magistrato che era William Lonsdale e poi dall'ottobre del 1839 dal soprintendente Charles La Trobe, un uomo con interessi scientifici e musicali che contribuì notevolmente alla formazione culturale dell'attuale città.
Nel 1851 la popolazione bianca del distretto di Port Phillip era ancora di 77 000 abitanti, sebbene fosse già divenuta un centro importante nell'esportazione della lana in Australia e che soltanto 23 000 persone vivessero a Melbourne. Prima del boom dovuto alla corsa all'oro la gran parte degli edifici di Melbourne era fatta di legname, con le sole eccezioni della St James Old Cathedral presso Collins Street (adesso riallocata presso i Flagstaff Gardens), e la St Francis Catholic Church in Elizabeth Street. A seguito di un'agitazione dei coloni nel luglio 1851 fece in modo che Victoria divenne una colonia separata e La Trobe divenne luogotenente-governatore. Un paio di mesi più tardi fu scoperto dell'oro nei pressi di Ballarat e Bendigo ciò fece cambiare di molto Melbourne e lo Stato di Victoria Anche dopo la corsa all'oro lo sviluppo economico continuò ad essere vertiginoso, e qui venne fondata la prima banca del continente. Alla fine del XIX secolo la città era ormai una vera metropoli, ricca di splendidi edifici vittoriani. È in questo periodo che venne coniata l'espressione "Marvellous Melbourne" (Melbourne Meravigliosa).
L'epoca d'oro cominciò a finire nel 1891, quando una profonda crisi economica colpì duramente la città. Tuttavia nel 1901, con la fondazione del Commonwealth of Australia, la città fu scelta come capitale provvisoria in attesa del completamento della costruzione di Canberra (il governo vi venne trasferito solo nel 1927). In seguito Melbourne ebbe una grande crescita durante la Seconda guerra mondiale (a causa delle commesse di guerra) e nel periodo immediatamente seguente, quando una marea di immigrati, in primo luogo britannici ed irlandesi, ma anche asiatici sudorientali, greci ed italiani, si riversò sulla città. Nel 1956 fu tenuta qua la XVI Olimpiade.
Melbourne rimase il principale centro finanziario dell'Australia fino agli settanta, ma Sydney, già dagli inizi del secolo, la superò per popolazione. Ancora oggi Sydney è la città più grande dell'Australia, anche se è previsto che Melbourne tornera' ad essere la città più popolosa d'Australia nel 2031-32.

## Monumenti e luoghi d'interesse

### Observation Deck - Rialto

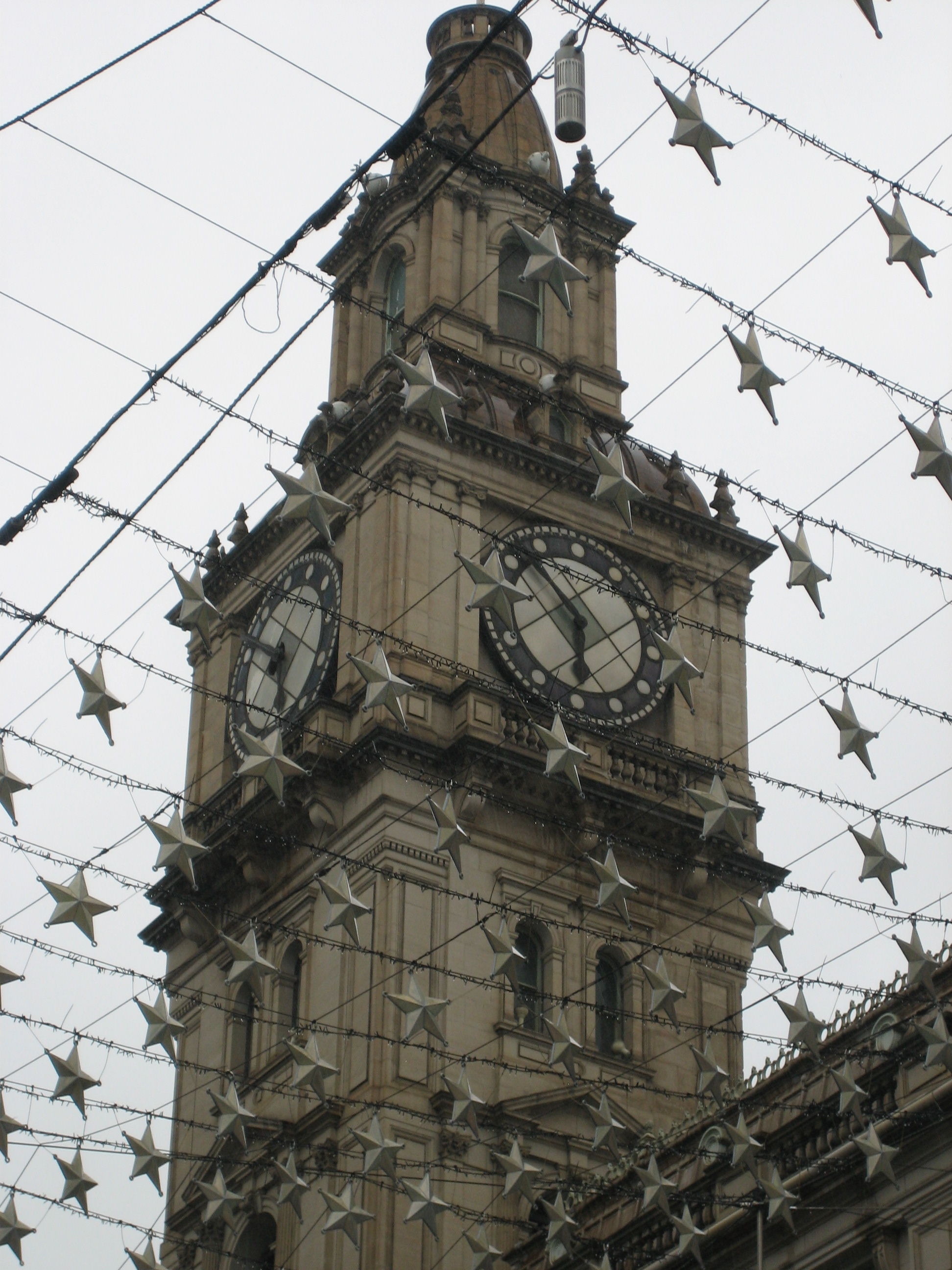
L'orologio della General Post Office Tower

La costruzione di questo grattacielo è iniziata sul Rialto nell'ottobre 1982, ed è terminata nell'ottobre 1986, con la sua inaugurazione. Prima che l'edificio venisse costruito, la zona era occupata da piccoli palazzi ed uffici. La società incaricata della costruzione è stata la Grollo Australia Pty Ltd, gli architetti sono stati Gerard de Preu e Perrott Lyon Mathieson. Durante la sua costruzione, hanno lavorato contemporaneamente fino a 2 000 persone.
L'Observation Deck, invece, è stato aperto al pubblico solo 8 anni più tardi, precisamente il 20 luglio 1994.
Ben 1 254 gradini separano il piano terra dall'Observation Deck, e la sommità del grattacielo tocca i 253 metri di altezza (823 piedi). Il grattacielo è diventato oggi un'importante meta turistica, ed è stato dotato di un velocissimo ascensore che impiega circa 40 secondi per raggiungere il 55 piano, toccando una velocità di 7,1 metri al secondo.
Ora non esiste più. L'Eureka Tower ha una piattaforma panoramica all'ottantottesimo piano.

### The Royal Exhibition Building
Il Royal Exhibition Building è stato il primo edificio in Australia ad essere riconosciuto dall'UNESCO come patrimonio dell'eredità mondiale. La sua costruzione è stata ultimata nel 1880 in occasione della "Melbourne International Exhibition". Di fronte all'edificio si trovano i Carlton Gardens anch'essi patrimonio dell'UNESCO.

### Shrine of Remembrance

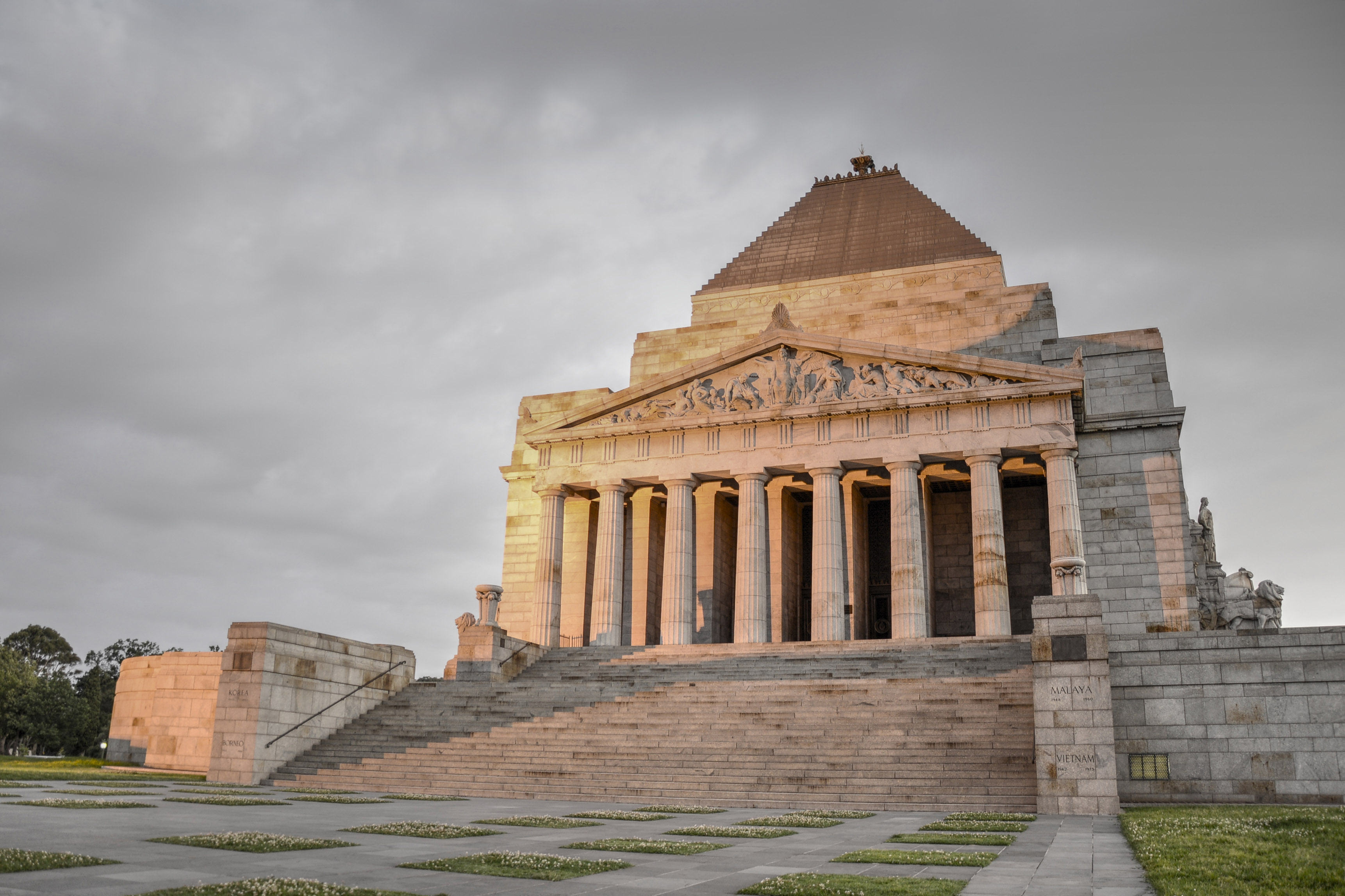
Shrine of Rememberance

Collocato in St Kilda road, questo edificio costituisce uno dei più grandi monumenti di guerra di tutta l'Australia. È stato costruito per commemorare tutti gli uomini e tutte le donne dello Stato del Victoria che hanno combattuto nella Prima Guerra Mondiale. Presto però il monumento ha assunto la funzione di ricordare tutte le 60 000 persone australiane che morirono in guerra. Il disegno dello Shrine of Remembrance (Santuario o Sacrario delle Rimembranze) è stato ispirato da quello del Mausoleo di Alicarnasso, antica città greca dove si trovava il mausoleo omonimo (una delle sette meraviglie del mondo antico), dove Artemisia II fece costruire la monumentale tomba per il marito fratello Mausolo, satrapo della Caria, in questa città (corrispondente all'attuale Bodrum, in Turchia) intorno al 350 a.C.

### Melbourne Exhibition Centre
Aperto per la prima volta il 14 febbraio 1996, oggi questa imponente costruzione ospita migliaia di grandi mostre ed esposizioni, alcune delle quali a cadenza annuale. È privo di pilastri visibili ed è dotato di un pavimento di 30 000 m², abbastanza per essere considerato il più grande spazio aperto dell'emisfero australe.

### State Houses of Parliament
È la sede del Parlamento dello Stato del Victoria. Esso è ospitato nel più grande edificio pubblico australiano del XIX secolo, e costituisce per tutto il mondo uno degli esempi più preziosi di architettura civile relativa al periodo dell'impero inglese.

### Melbourne Central
Melbourne Central è il fulcro dello shopping, degli uffici e dei trasporti pubblici della città. Al di sotto di un grande cono di vetro è collocata la torre, costruita in questo luogo nel 1890 e lasciata intatta mentre il complesso di edifici veniva costruito intorno ad essa.

### Albert Park
Albert Park è un sobborgo di Melbourne, caratterizzato da strette strade, caffè all'aria aperta e molti parchi.
Il parco principale, formalmente chiamato South Park fino al XIX secolo, quando fu rinominato dal principe Albert, è sede del Gran Premio d'Australia di Formula 1. La sua particolarità è quella di essere costituito da normali strade cittadine durante tutto l'anno, e di trasformarsi invece in circuito in prossimità dell'evento.
Il circuito si snoda intorno al bellissimo Albert Park Lake, particolarmente apprezzato dai pescatori della zona.

### Eureka Tower

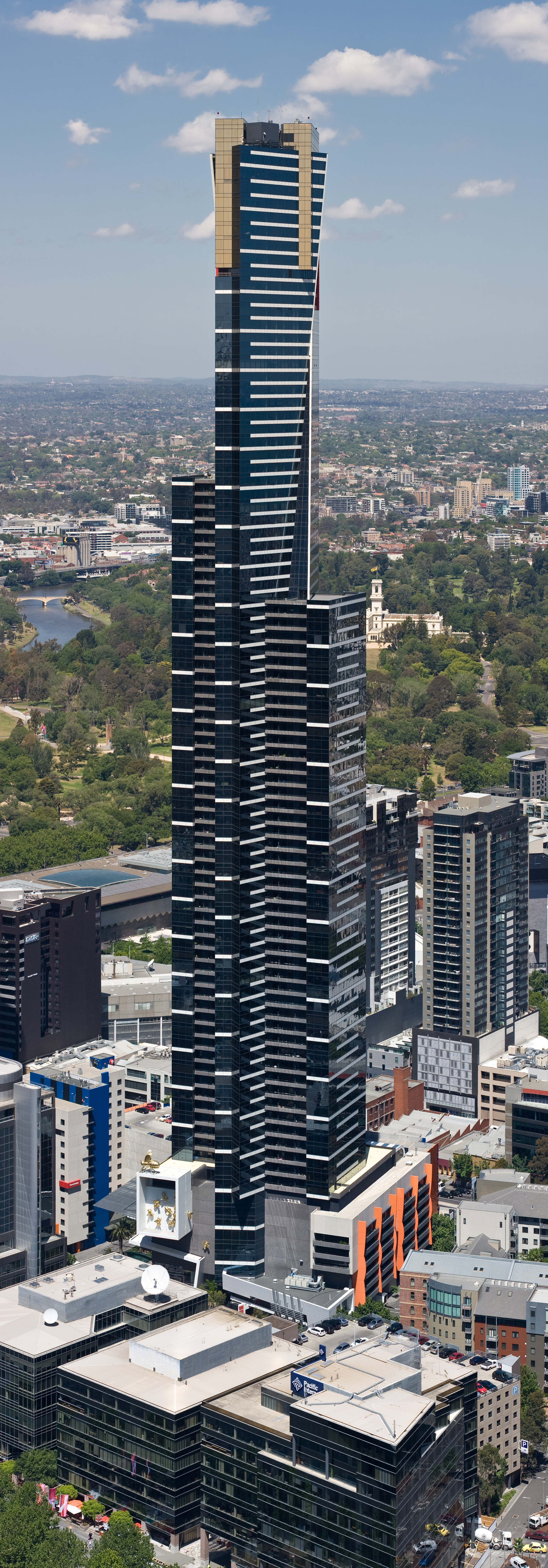
Veduta dell'Eureka Tower

L'Eureka Tower raggiunge l'altezza di 300 metri, ed è il più alto di tutto l'emisfero australe.
Si classifica inoltre al primo posto della classifica delle costruzioni abitabili più alte in tutto il mondo.
Collocato nel cuore del quartiere di Southbank, a pochi passi dal fiume Yarra, offre una visione a 360° dell'intera città, della baia, di tutti i monumenti e degli altri grattacieli principali. In lontananza è possibile addirittura scorgere le montagne.
Una terrazza panoramica collocata all'89º piano permette ai visitatori di godere di un panorama unico, specialmente durante il tramonto del sole e alla sera, quando la luce del sole viene rimpiazzata da una miriade di luci colorate in tutta la città e da tutte le direzioni.
L'elegante design dell'Eureka Tower, con la sua sommità coperta di oro, ha assicurato a Melbourne la reputazione di nuova icona architettonica.

### Bourke Place
Il Bourke Place è un grattacielo di 254 metri situato in 600 Bourke Street, nel distretto finanziario di Melbourne, costruito nel 1990-91 dagli architetti Godfrey & Spowers.

### Victoria Harbour
Costituisce la parte centrale delle Melbourne Docklands, e ha un'area di 280 000 metri quadrati. Recentemente è stato approvato un piano residenziale della durata di 12 anni, che prevede la costruzione, nelle immediate vicinanze del porto, di appartamenti, spazi commerciali, uffici, luoghi di intrattenimento e ricreazione, servizi per la comunità e grandi spazi pubblici.

### Queen Victoria Market

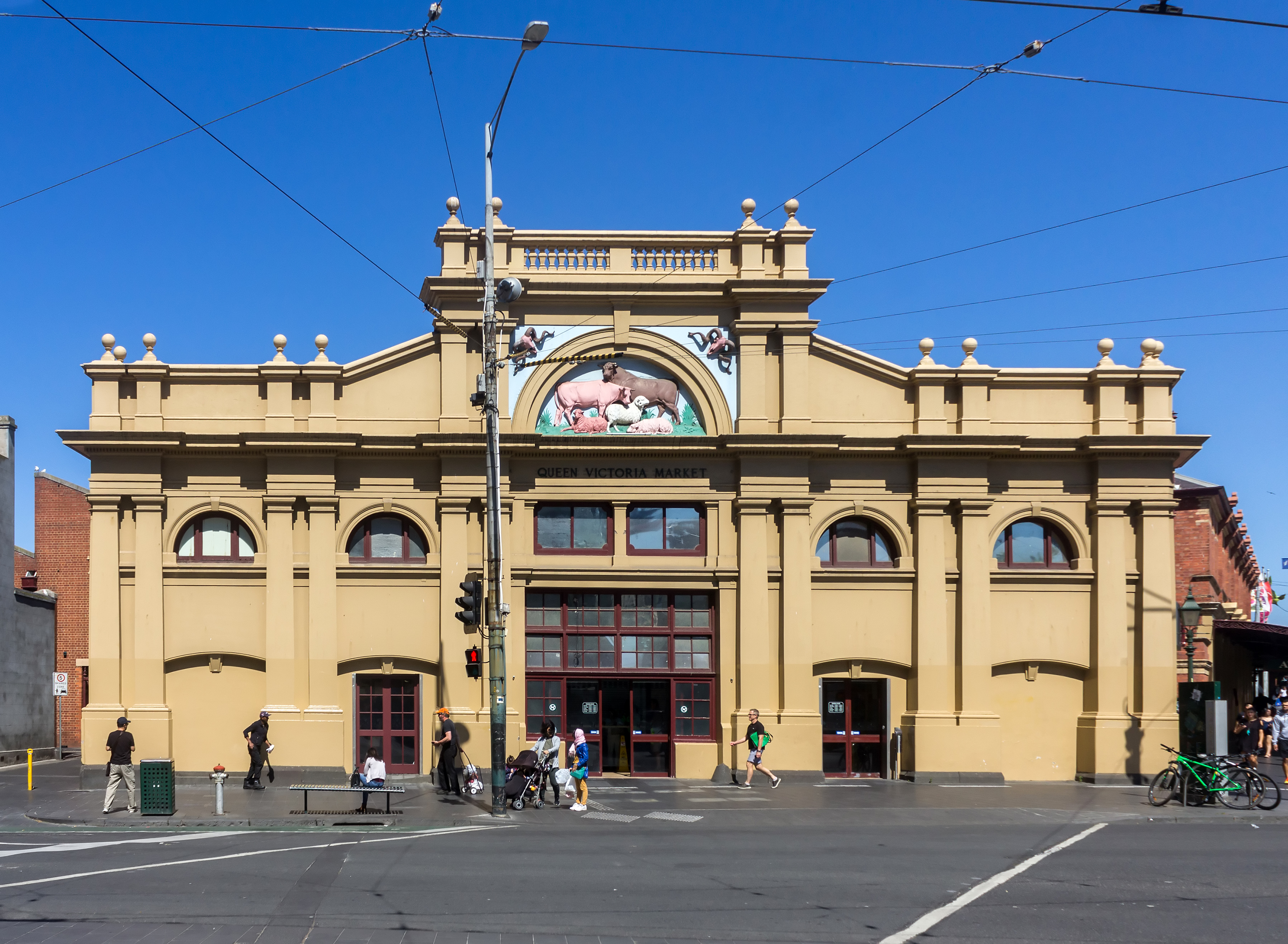
Queen Victoria Market

Costituito da numerose sezioni, questo mercato all'aria aperta è il più conosciuto di tutto lo Stato del Victoria. Già da 130 anni costituisce la meta degli abitanti di Melbourne e di molti visitatori stranieri, che vi si recano per ammirare le opere dell'artigianato locale, tra le quali soprattutto i famosi boomerangs, e acquistare souvenirs di ogni genere e valore.
I prezzi sono molto più bassi rispetto a quelli di qualsiasi altro negozio della città, e il Queen Victoria Market costituisce un luogo ideale per lo shopping. L'atmosfera di questo luogo storico è cosmopolita e vibrante di vita, suoni e profumi.
Oltre a vestiti, scarpe, gioielli e prodotti artigianali, vengono anche venduti prodotti freschi, come frutta, verdura, carne, pollo, pesce e dolci.
La domenica è il giorno maggiormente dedicato alla vendita e all'esposizione di souvenir e di opere tipiche.

### Southern Cross Station
Pur essendo una delle moltissime stazioni ferroviarie di tutta la città, è sicuramente la più particolare e la più amata proprio per il suo tetto ondulato e innovativo.
Conosciuta formalmente come Spencer Street Station, il suo nome è stato cambiato nel 2005 per riflettere la sua importanza nell'ambito dei trasporti e della cultura nell'emisfero australe.

### Docklands stadium
A pochi metri dal "Victoria Harbour", e nei dintorni delle "Docklands", questo enorme stadio ospita gli eventi sportivi più importanti della città. Le squadre di Richmond e di Melbourne disputano proprio qui le loro partite della AFL, lega di football australiano, sport tipico dell'Australia e unico al mondo.
Esso è dotato di un tetto retrattile all'altezza di 38 metri sopra la superficie di gioco, e può ospitare fino a 53 355 persone.

### Port Phillip
È una grande baia marina con un'area di 1 930 km² (476 900 acri), con una costa che si estende per ben 264 km (l'equivalente di 164 miglia).
La baia è estremamente poco profonda in relazione alla sua dimensione, ma è in gran parte navigabile.

### Flemington Racecourse
È luogo d'incontro e scenario di entusiasmanti corse di cavalli, ed è dimora della Melbourne Cup, la più grande e prestigiosa corsa di cavalli australiana. La prima Melbourne Cup è stata assegnata nel 1861, e l'ippodromo è divenuto oggi un patrimonio di eredità nazionale.

### Melbourne Cricket Ground
Il Melbourne Cricket Ground (nella lingua parlata abbreviato in "MCG") è la sede del Melbourne Cricket Club, la più importante squadra della città. È lo stadio più grande di tutta l'Australia, ed è in grado di ospitare ben 90 000 spettatori. Detiene il record del mondo per quanto riguarda l'altezza dei fari per illuminare il campo di gara.
Questo stadio è uno dei più importanti luoghi d'incontro del Cricket di tutto il mondo, e ospita ogni anno il "Boxing Day Test Match". Durante l'inverno, esso diventa anche dimora dello sport più famoso della nazione, il football australiano.

### Crown Towers e Casino
È un complesso di divertimento e intrattenimento, collocato sulla sponda sud del fiume Yarra, ed attira ogni giorno ben 20 000 visitatori da tutto il mondo.

### Fiume Yarra

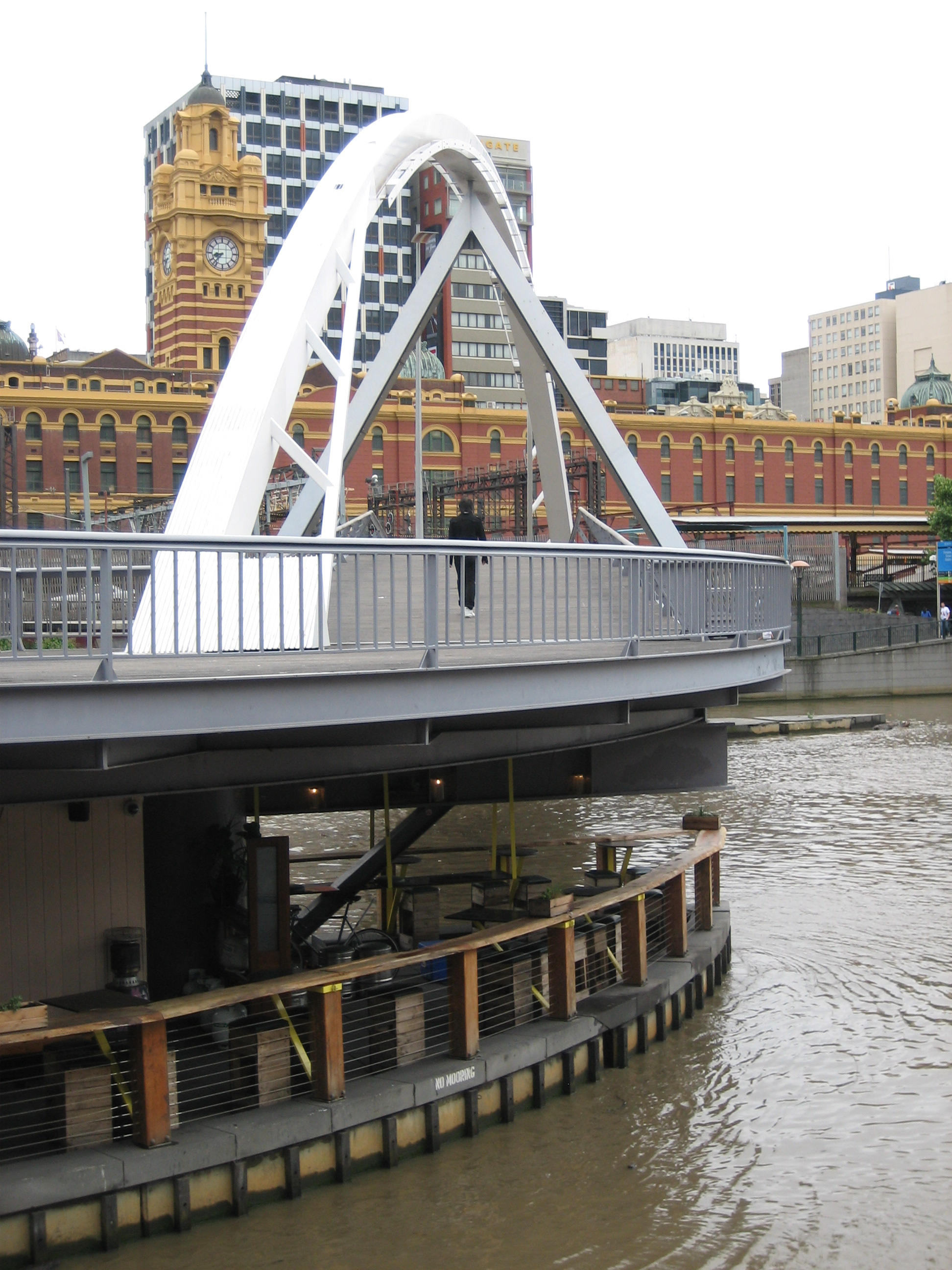
Ponte pedonale sul fiume Yarra

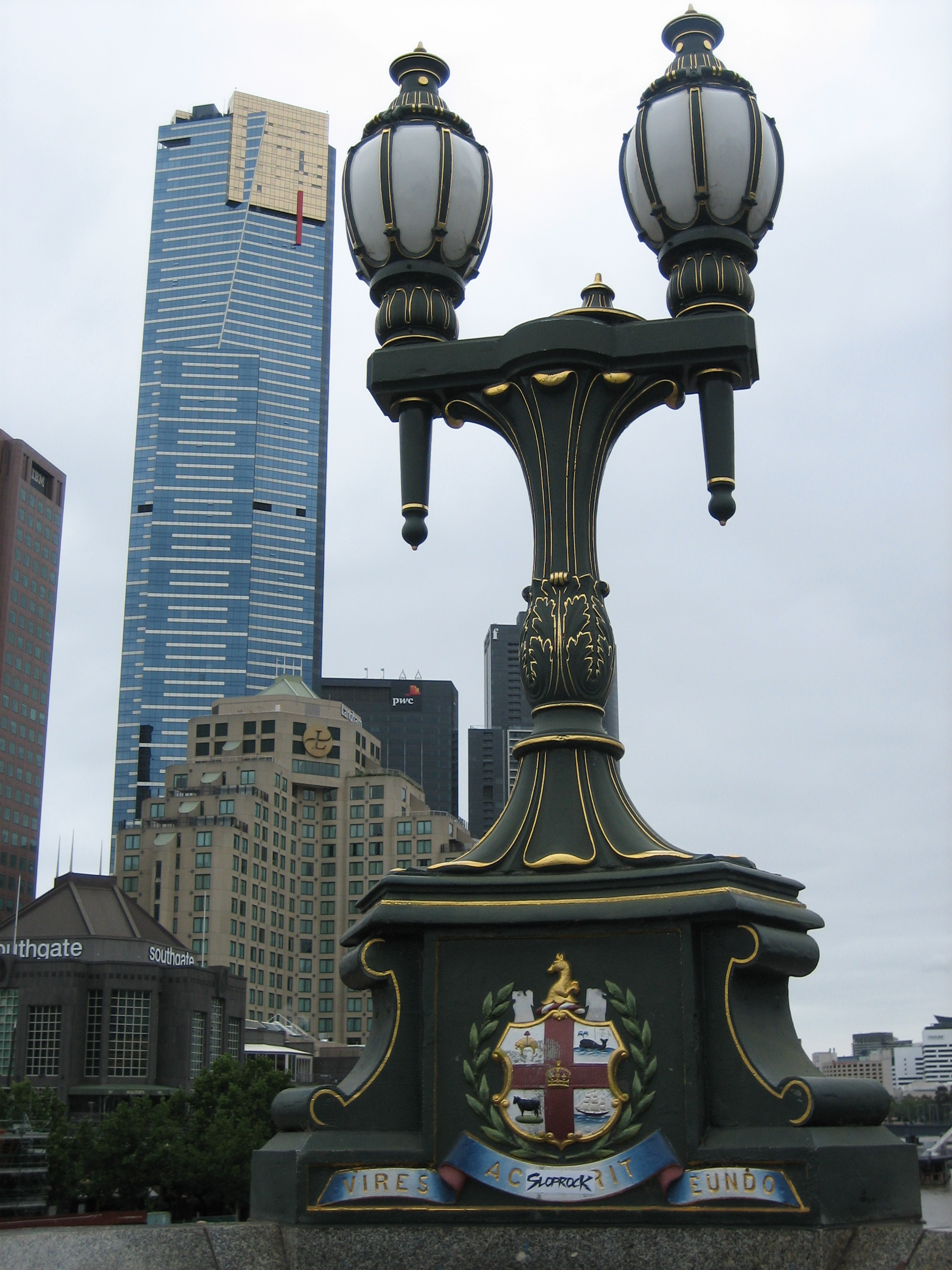
Melbourne dal Princess Bridge sul fiume Yarra

Si snoda nel cuore della città, della quale costituisce un'importante caratteristica geografica, e la divide in due parti distinte ma abbondantemente collegate tra loro, grazie ad una serie di ponti, dalle forme e dimensioni più disparate (ad esempio il Seafarers Bridge). Fu inizialmente chiamato "Birrarung" dal popolo dei Wurundjeri che occupò per primo la Yarra Valley, prima dell'arrivo degli inglesi. Acquisì invece il nome Yarra nel 1835, nell'erronea supposizione che questo fosse la parola aborigena indicante "fiume".

### Stazione di Flinders Street

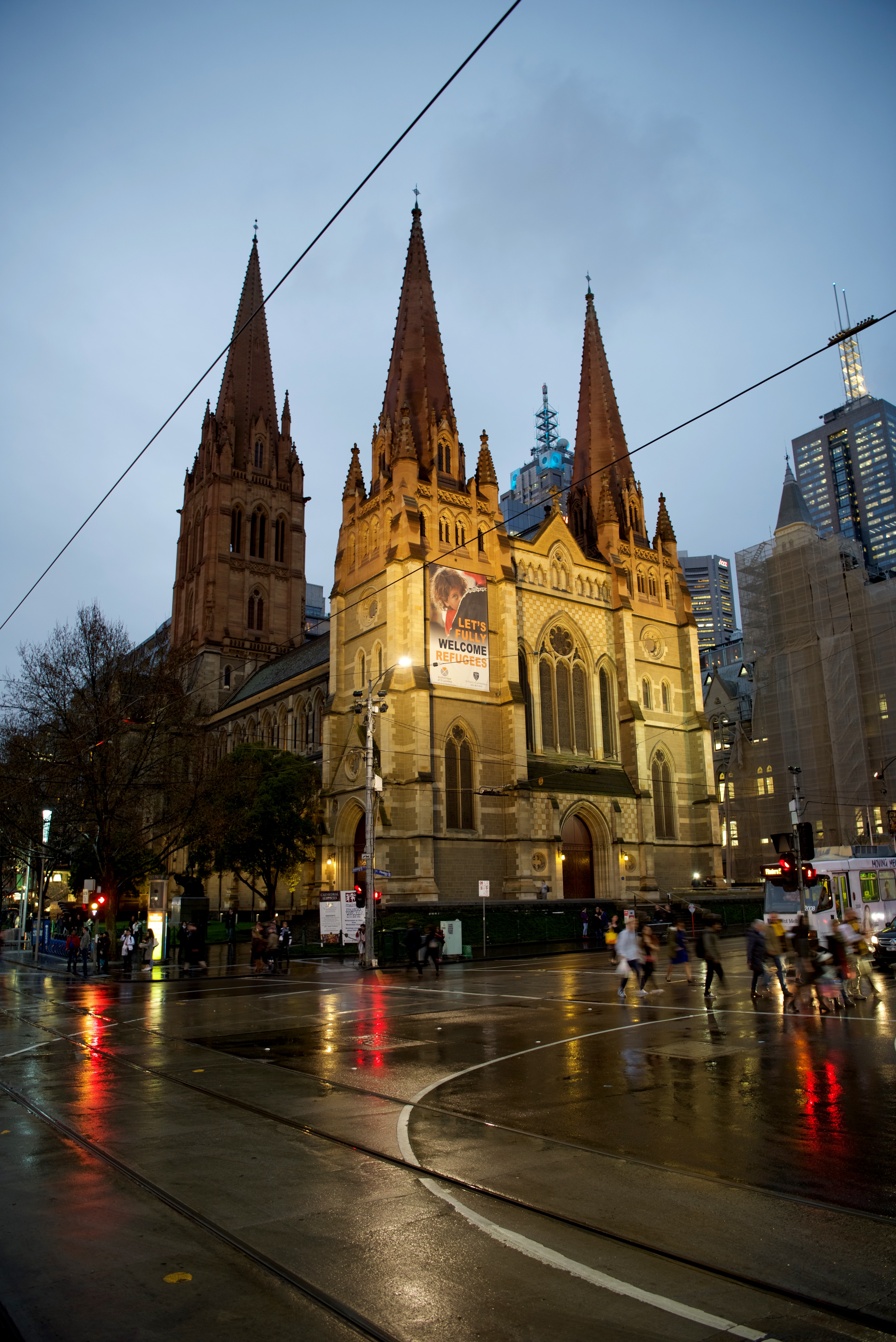
Flinders Street vista dall'omonima stazione

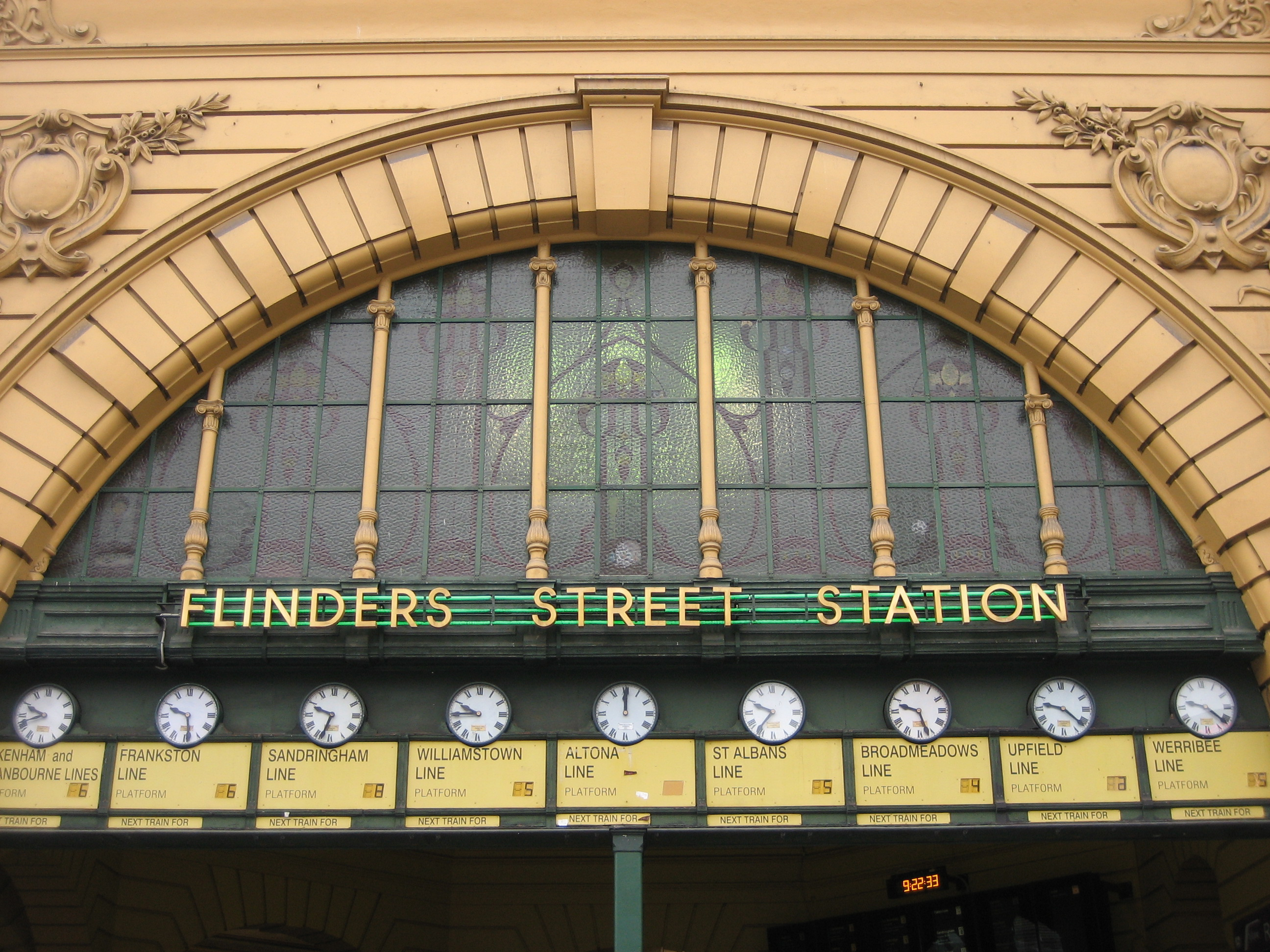
L'esterno della stazione di Flinders Street

Flinders Street è la stazione ferroviaria centrale della città, ed è stata completata nel 1854. Il capolinea fu la prima stazione ferroviaria cittadina in Australia, e il giorno dell'inaugurazione fu caratterizzato dal primo viaggio di un treno a vapore di tutto il continente.

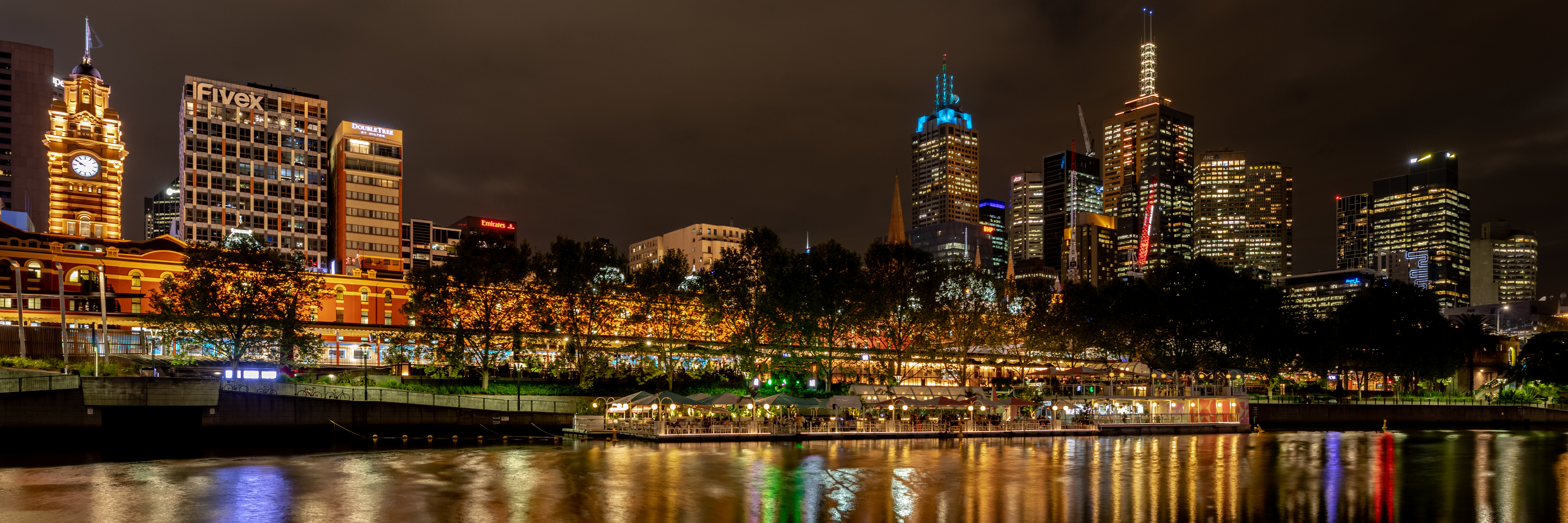
Flinders Street Station (a sinistra) e il centro città illuminati di notte.

### Parchi e giardini
Attorno a Melbourne sorgono numerosi aree naturali e parchi nazionali come:
- Mornington Peninsula National Park
- Port Phillip Heads Marine National Park
- Point Nepean, Victoria|Point Nepean National Park
- Organ Pipes National Park
- Dandenong Ranges
- Royal Botanic Gardens: nelle immediate vicinanze del fiume Yarra, i Royal Botanic Gardens di Melbourne sono alcuni tra i più delicati e ammirati del mondo. Vi si trovano più di 10 000 specie e oltre 50 000 piante, tra cui alcuni alberi e piante di grande valore culturale, in uno spazio di ben 35 ettari. Alcune di queste piante sono rare, se non addirittura estinte nella natura selvaggia dell'Australia e del resto del mondo. È molto importante garantire la sopravvivenza di questi esemplari fornendo loro un'adeguata quantità di acqua, bene tanto prezioso quanto poco presente nell'intera nazione. Proprio per questo all'interno dei giardini è possibile trovare un lago e un potente impianto di irrigazione e di riciclo dell'acqua piovana.

## Società

### Evoluzione demografica
La popolazione di Melbourne nel 2024, inclusa l'area metropolitana, ha superato i 5,5 milioni di abitanti.

### Etnie e minoranze straniere
Melbourne è una città altamente cosmopolita con una composizione demografica variegata. La popolazione è costituita da una miscela di etnie, tra cui europei, asiatici, africani e indigeni australiani. Questa diversità culturale arricchisce il tessuto sociale della città, rendendola un vivace crogiolo di tradizioni e culture globali. Molti immigranti dal Regno Unito, Grecia, Italia e da altri paesi europei e dell'Asia sudorientale, si sono stabiliti a Melbourne a partire dal 1945, dopo la seconda guerra mondiale.

## Cultura

### Istruzione

#### Università

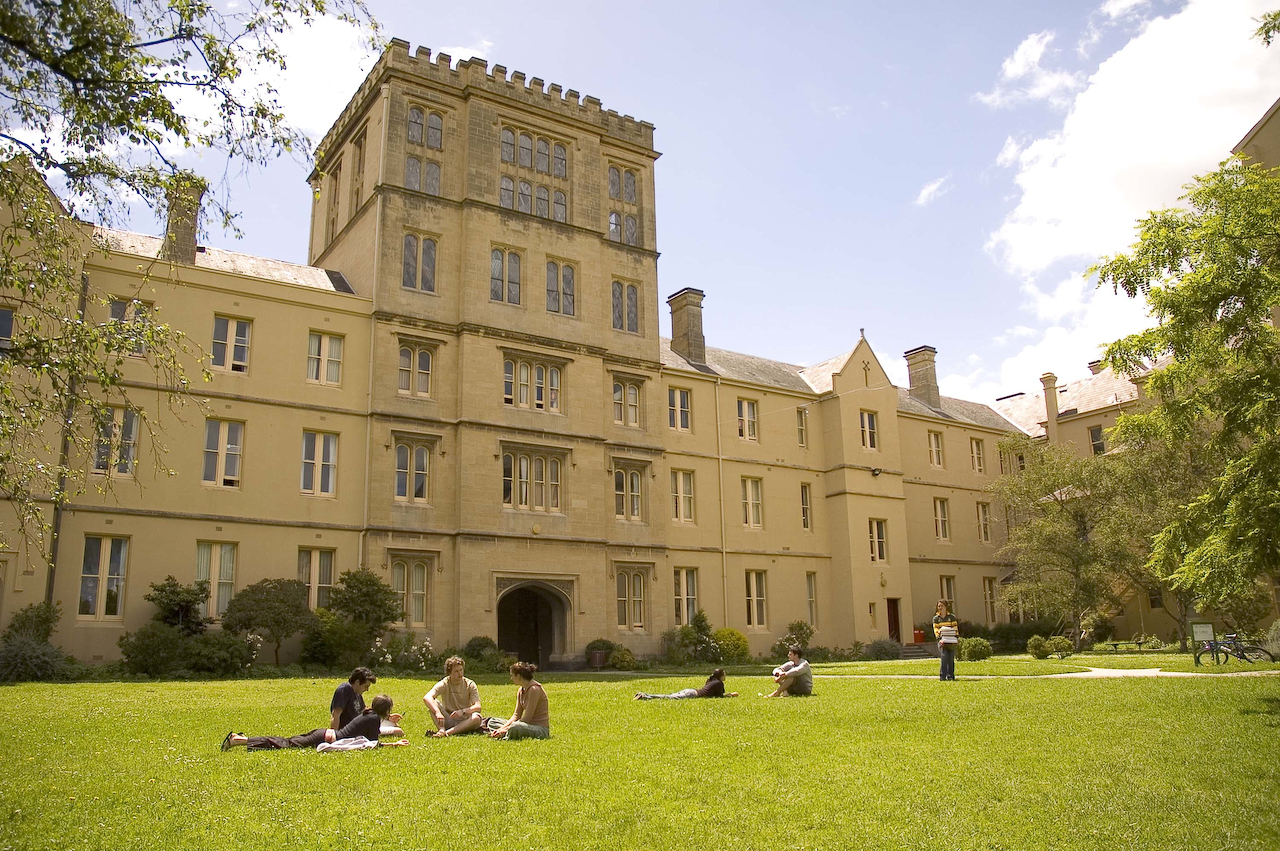
Queen's College, Università di Melbourne

Secondo il Global University City Index del 2008 Melbourne è la quarta migliore città per intraprendere gli studi universitari dopo Londra, Boston e Tokyo. Melbourne è sede di importanti università e istituti di ricerca d'importanza internazionale. Tra questi vi sono l'Università di Melbourne, la Università Monash e il Royal Melbourne Institute of Technology, tutte e tre considerate tra le migliori 100 università al mondo, secondo la classifica del Times Higher Education del 2005. Altri importanti atenei sono l'Università Deakin, la Università di tecnologia Swinburne, l'Università Cattolica Australiana, La Trobe University e la Victoria University.
In posizione leggermente decentrata rispetto al centro della città, l'università di Melbourne è meta di molti studenti provenienti da tutto il mondo. Dotata di una grande biblioteca, offre la possibilità di consultare libri dedicati a molte discipline. L'università è classificata come miglior luogo di ricerca di tutto il territorio australiano. Vengono alternati edifici antichi a grandi spazi verdi.

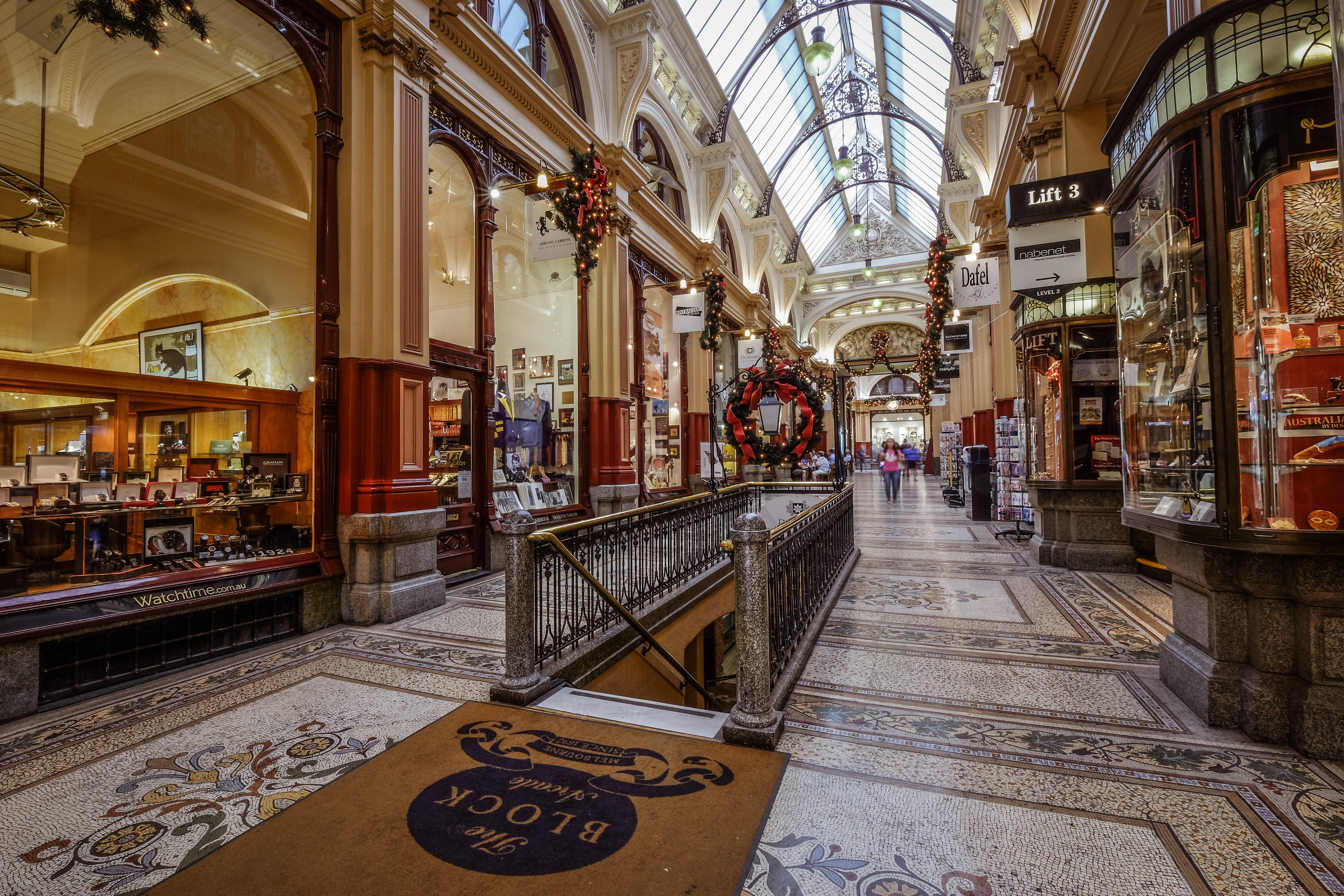
Blocco Arcade interno

### Ricerca
L'Osservatorio astronomico di Melbourne fu fondato nel 1862.

### Musei
- Australian Centre for the Moving Image
- Australian Centre for Contemporary Art
- Melbourne Museum
- National Gallery of Victoria (NGV)
- National gallery of Victoria on Russell
- La Trobe University Art Museum
- Scienceworks Museum

### Eventi
- Melbourne Italian Festival: promuove la cultura italiana.
- Gran Premio d'Australia di Formula 1: si svolge ad Albert Park attraverso il montaggio di tribune per ospitare il pubblico e il ripristino dei cordoli in prossimità delle curve.

## Geografia antropica
Greater Melbourne, cioè l'intera area metropolitana di Melbourne, è divisa in 31 council che fanno parte delle Local Government Area dell'Australia. Il council centrale della greater Melbourne è denominato Melbourne City e conta al 2009 circa 90 000 abitanti.

### Quartieri

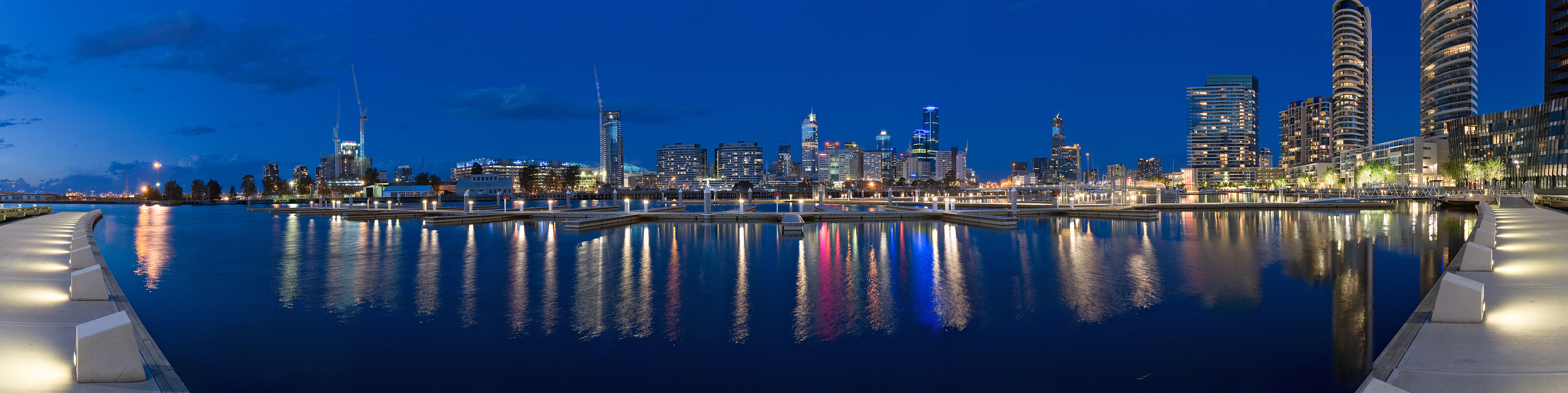
Una panoramica del porto della città

#### CBD

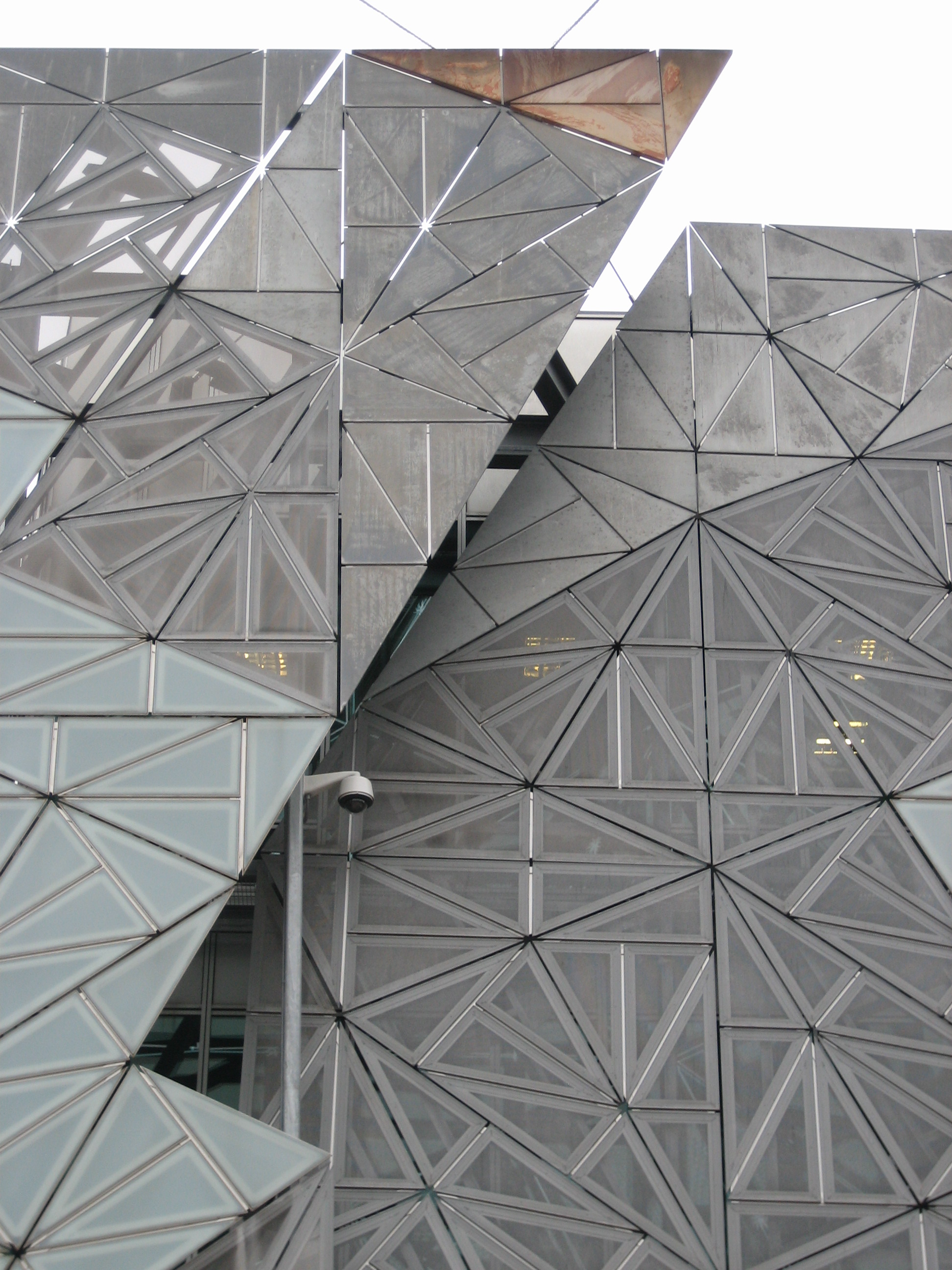
La moderna architettura di Federation Square, nel quartiere CBD

Il Melbourne's Central Business District è il cuore finanziario e culturale della città. In questa area sono concentrati i grattacieli e convergono tutti i mezzi di trasporto. Il CBD di Melbourne è anche il maggiore centro economico d'Australia e dell'area Oceanica.

#### Altona

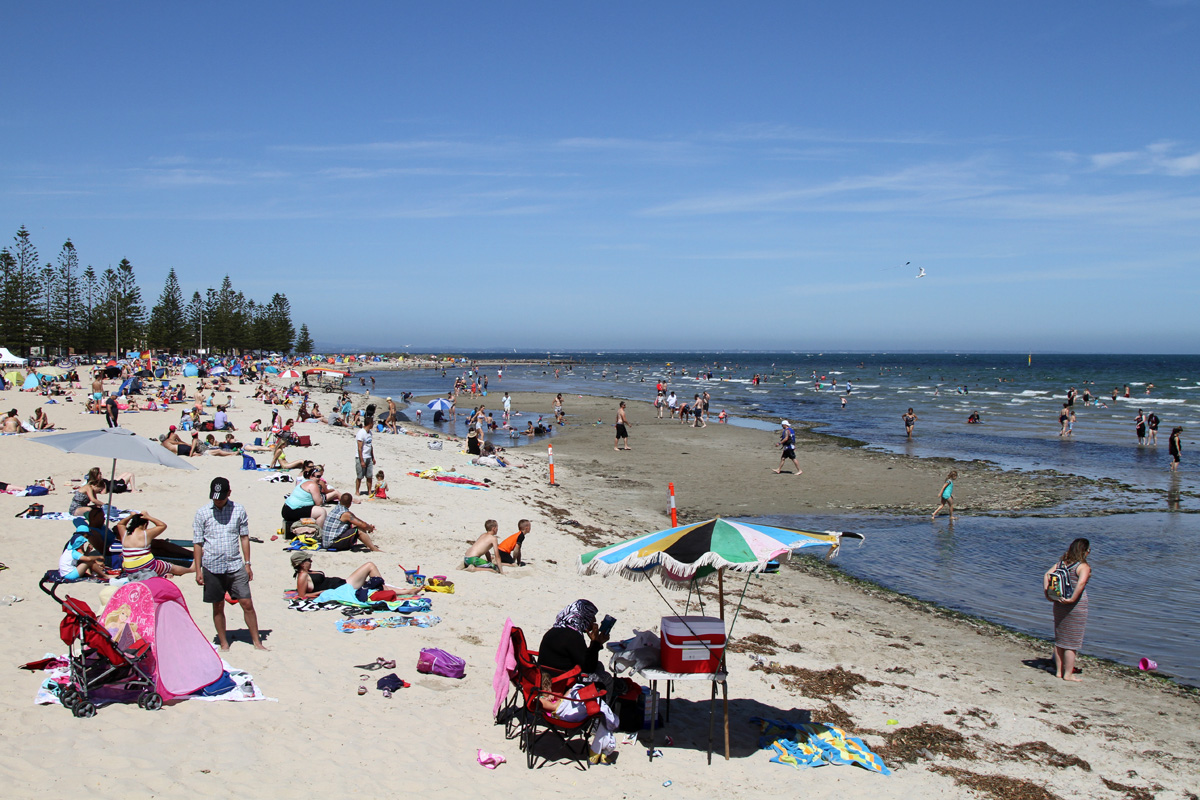
Altona Beach

Altona è un quartiere e un sobborgo della zona ovest della città appartenente alla giurisdizione della City of Hobsons Bay. Altona è uno dei quartieri più tranquilli di Melbourne, ospita diversi parchi, riserve naturali e punti di interesse quali Altona Beach, la spiaggia di Altona, il Cherry Lake e il parco costale Altona Coastal Park, dove dimorano diverse specie di uccelli. Comprende diverse zone: Altona North, la parte industriale, il nuovo quartiere residenziale di Altona Meadows e la zona più esclusiva Seaholme. L'area offre diverse zone per fare acquisti, gli shopping centre Altona Gate, Altona Meadows Shopping Centre, Central Square e i negozi di Pier St. e Borrack Square. È ottimamente collegata sia ai trasporti pubblici che alle autostrade.

#### Carlton
Carlton è uno dei quartieri più centrali dei Melbourne, a nord del CBD, ed è l'area storica degli immigrati italiani ed ebrei. Il quartiere è estremamente dinamico e giovane grazie alla presenza dell'Università di Melbourne e del Royal Melbourne Institute of Technology (RMIT).
Carlton è un quartiere pieno di storia con il Royal Exhibition Building che fu sede del primo parlamento australiano e il sito UNESCO dei Carlton Gardens.

#### Toorak
Insieme a Canterbury, Brighton e South Yarra, è uno dei quartieri più "in" di Melbourne, in cui si concentrano case milionarie, locali esclusivi e centri commerciali fornitissimi. È uno dei quartieri più cari ed esclusivi d'Australia. Sono presenti moltissimi mercati in cui si possono trovare cibi di produzione locale freschissimi. Il miglior modo per visitare questi luoghi è probabilmente la bicicletta che trova spazio grazie alla estesissima serie di piste ciclabili e segnaletica. Nello slang locale "Toorak" è anche sinonimo di "ricco", "privilegiato" o "persona snob".

#### Footscray
Footscray è un quartiere multiculturale. Dapprima fu popolata dagli immigrati italiani, greci, tedeschi e provenienti dal resto dell'Europa. Nel corso degli anni le attività redditizie che questi "pionieri" avevano creato sono state "svendute" ai successori asiatici (cinesi, malesi, thailandesi ma soprattutto vietnamiti). Oggi Footscray è un posto dove si può trovare di tutto a poco prezzo, soprattutto cibo (nel pullulante mercato popolare) ma anche oggettistica per la casa, servizi e qualunque altro genere. In particolare a Footscray si possono ritrovare i prodotti tipici delle nazionalità presenti sul territorio: pasticceria greca, kebab turco, noodles cinesi, pollo dolce malese e così via. Il film Skinheads di Geoffrey Wright con Russell Crowe è ambientato in questo quartiere. La squadra di football di Footscray sono i Western Bulldogs.

#### Williamstown
Non molto lontana da Footscray, Williamstown è stata una delle prime aree abitate della baia di Port Phillip. La sua storia si ritrova negli edifici del centro storico oggi adibiti a ristoranti, caffè, luoghi di cultura e di ritrovo. Williamstown si trova ai piedi del West Gate Bridge, il ponte di unione tra il West ed il centro della città. È nota per il suo porto che si affaccia sulla città. Vi sono anche traghetti che la uniscono alla città tramite il fiume Yarra (solo per scopi turistici al week end). Per il resto, Williamstown resta un posto da visitare per il suo gusto storico, il suo porto pieno di barche civili e militari, moderne ed antiche. Una caratteristica di Williamstown è il suo parco che si trova vicino al mare, dove vivono diversi possum sugli alberi di eucaliptus.

#### South Melbourne

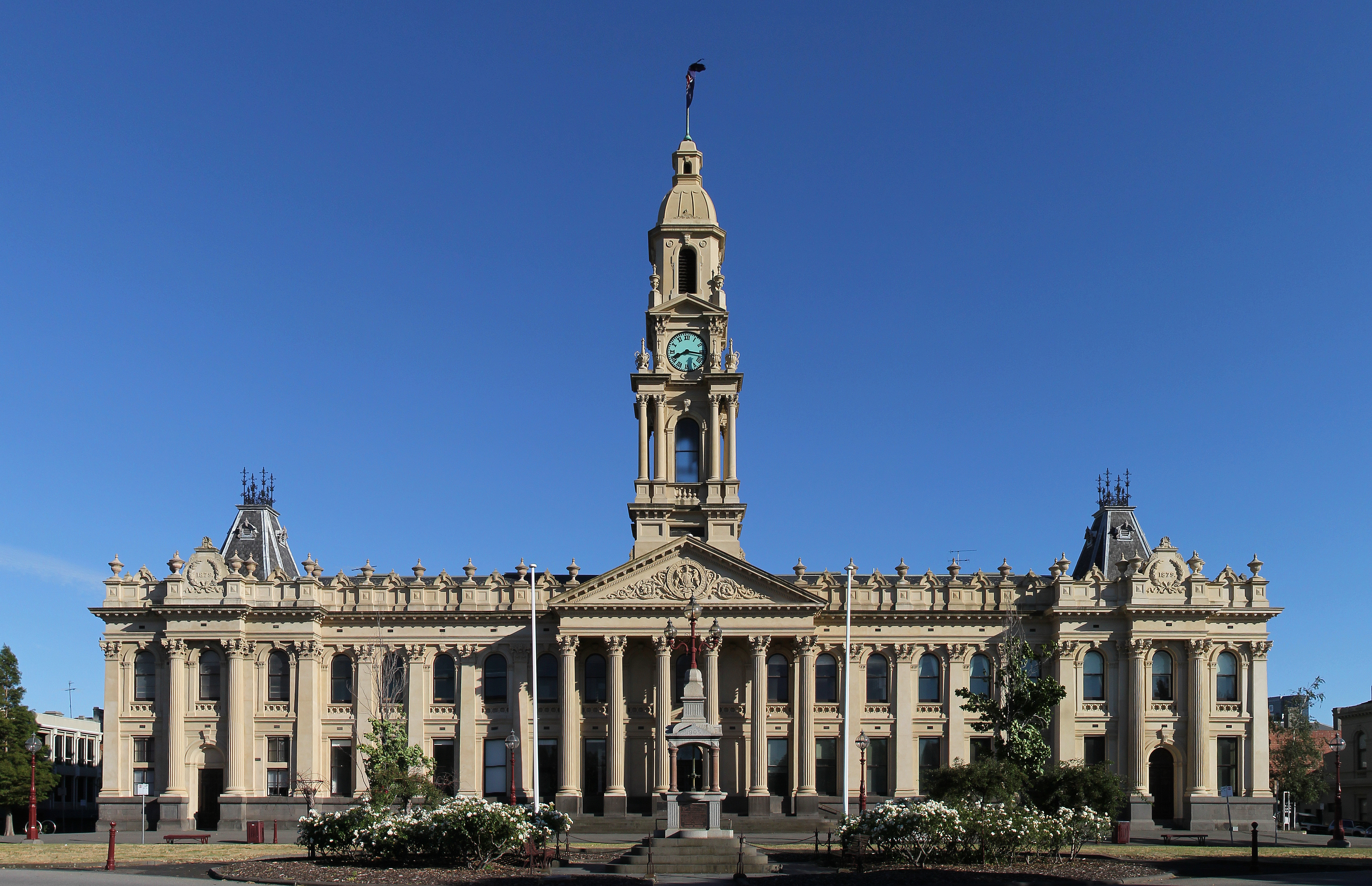
South Melbourne Town Hall

South Melbourne è un quartiere che dista solo due chilometri dal Melbourne's Central Business District (CBD) e conta una popolazione di 10 920 (censimento del 2016). Questa area era conosciuta storicamente come Emerald Hill ed è l'area suburbana più antica della città con edifici in stile vittoriano. Particolarmente interessante è la Town Hall che è uno dei più belli esempi di architettura vittoriana in Australia.

## Economia

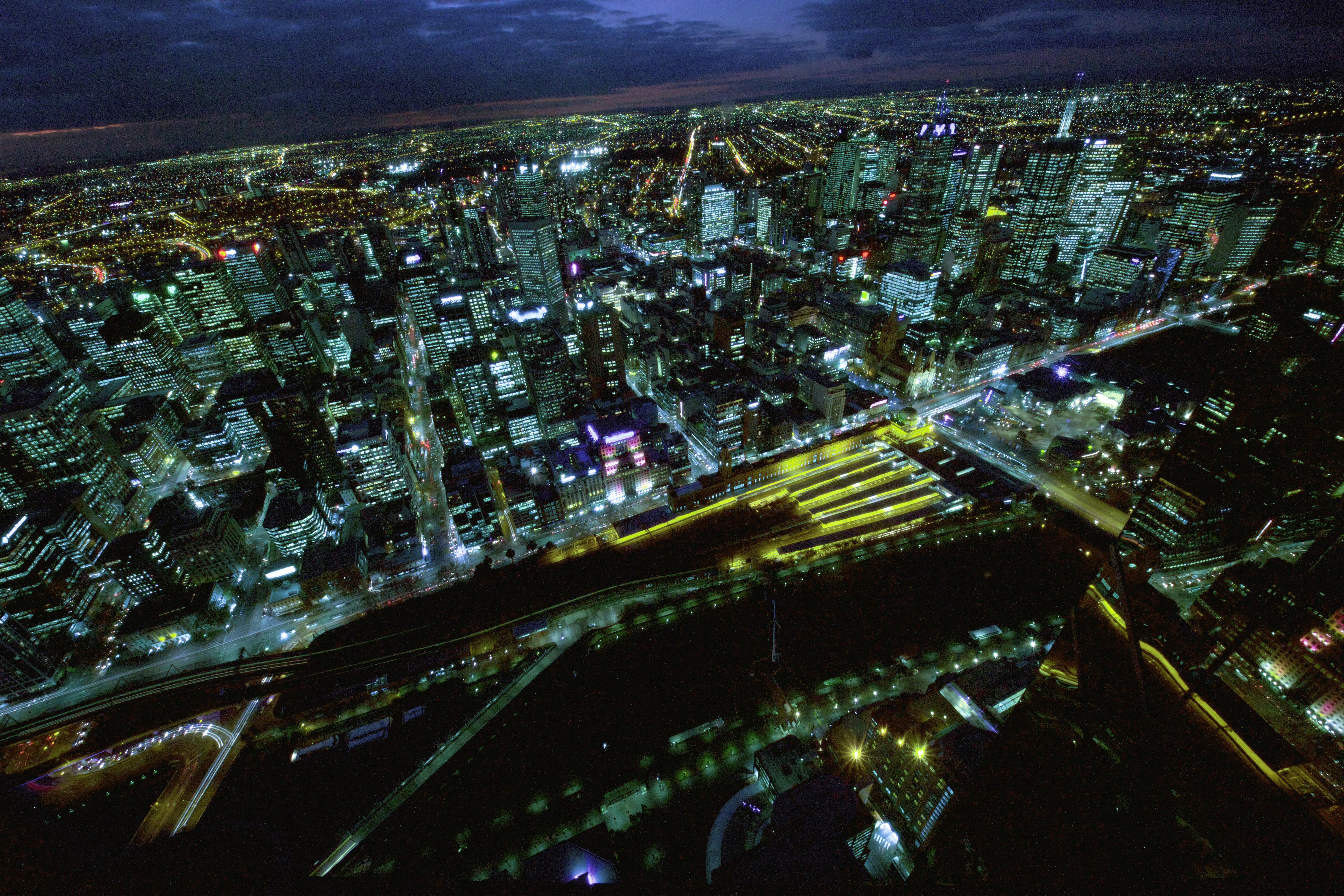
Centro di Melbourne, il centro finanziario dello Stato di Victoria

Melbourne è un grande centro commerciale ed industriale. Hanno sede nella città molte delle multinazionali australiane e sono presenti industrie automobilistiche quali la Toyota, la Ford e la Holden oltre che numerose altre industrie manifatturiere. Il mercato più famoso della città è il Queen Victoria Market che iniziò la sua attività il 28 marzo del 1878. Nel market si vende pesce e carne di ogni tipo, verdure e frutta, capi di abbigliamento ed artigianato degli aborigeni.
Un altro mercato si trova nella parte Sud di Melbourne, in particolare, nella zona delimitata da York street e Cecil street e la linea ferroviaria della Kilda street. Questo mercato iniziò ad operare nel 1867 ed è ancora oggi funzionante; tra le bancarelle presenti si possono acquistare: cibi freschi, oggetti d'artigianato e molto altro. Melbourne è rinomata in tutta la nazione per le decine di centri commerciali collegati tra di loro da ponti al chiuso che fanno divenire il tutto un grande polo economico.

## Infrastrutture e trasporti
L'area metropolitana di Melbourne (greater Melbourne) possiede diverse tipologie di trasporto pubblico:
- la rete tranviaria, la più estesa del mondo, si sviluppa per circa 250 km[17] attraverso 29 linee[18]; l'esercizio tranviario è gestito dalla società Keolis Downer EDI Rail ed è commercializzata con il nome Yarra[19];
- la rete ferroviaria metropolitana e suburbana, chiamata metro, si sviluppa attraverso 830 km di binari con 15 linee e più di 200 stazioni[20]; è gestita dalla Metro Trains Melbourne[21];
- la rete automobilistica è gestita da più di 20 diversi operatori[22]; la rete è caratterizzata da certe linee, chiamate smartbus[23], che operano più frequentemente rispetto alle altre e da una rete di autobus notturni (nightrider)[24].

Metlink è l'autorità del trasporto pubblico che pianifica, coordina e promuove il trasporto pubblico e gestisce le tariffe integrate tra i vari mezzi di trasporto gestiti da diverse società. myki è il nome del sistema tariffario basato su smartcard.
L'area della regione di Melbourne, Victoria, è servita dai bus regionali e dai treni regionali gestiti da V/Line. La rete è divisa in 5 regioni. Oltre a V/Line ci sono altri 94 operatori che gestiscono trasporti su gomma nella regione. Viclink è, in analogia con Metlink, l'autorità del trasporto pubblico nello Stato di Victoria

## Amministrazione

### Gemellaggi
Melbourne è gemellata con:
- Osaka, dal 1978
- Tianjin, dal 1980
- Salonicco, dal 1984
- Boston, dal 1985
- San Pietroburgo, dal 1989
- Milano, dal 2004
- Floridia

## Sport

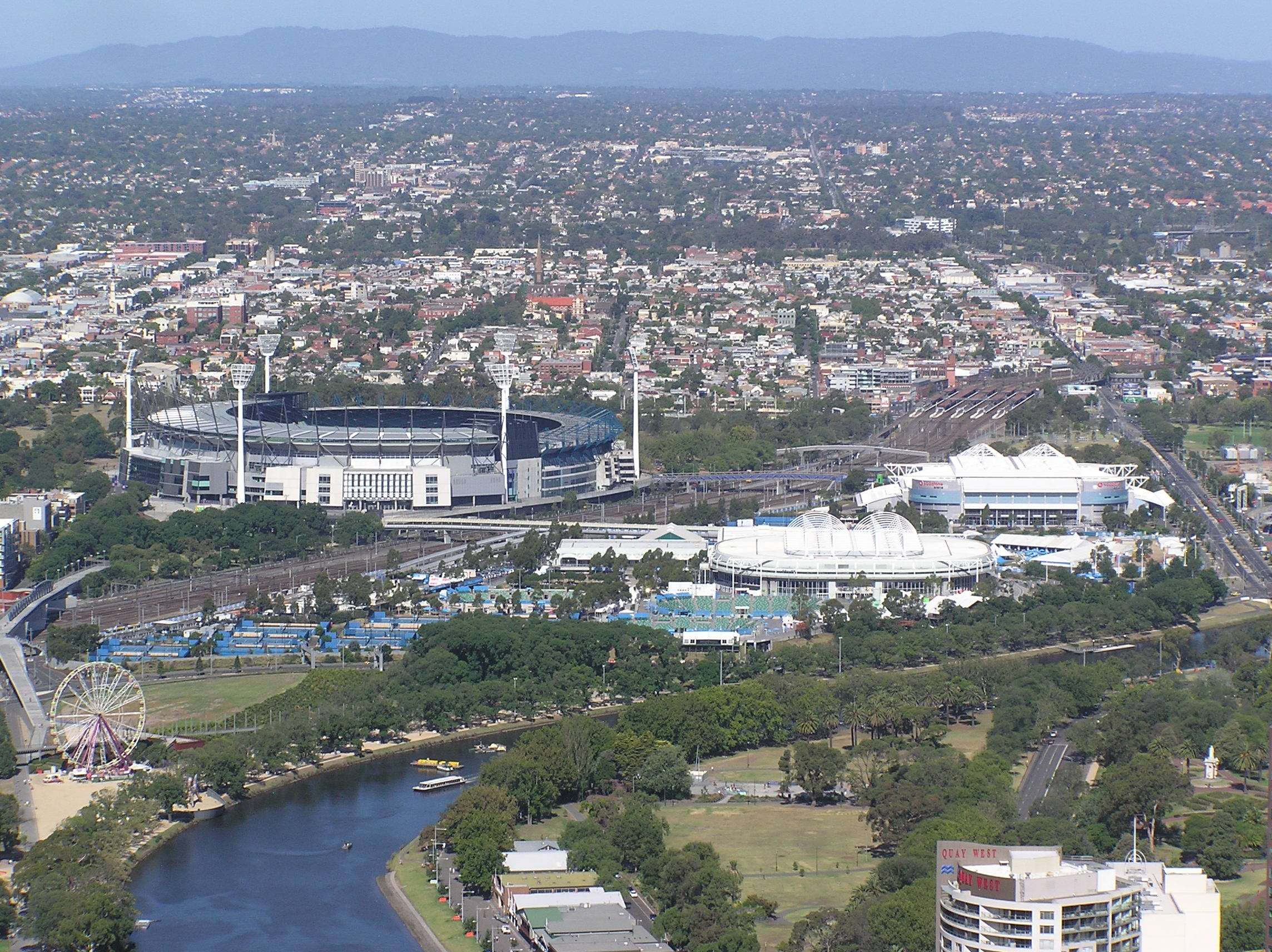
I 3 maggiori edifici del Melbourne Park: il Melbourne Cricket Ground (MCG), la Rod Laver Arena e l'John Cain Arena

A partire dal 1905 a Melbourne si disputano gli Australian Open, uno dei quattro tornei dello Slam. Nato sui campi del Warehouseman's Cricket Ground, oggi conosciuto come Albert Riserva Tennis Centre, e conosciuto come Australasian Championships, dal 1972 al 1987 è stato spostato alla sede del Kooyong Lawn Tennis Club e, dal 1988, ha trovato casa nel nuovo complesso sportivo di Melbourne Park.
Dal 1996 la città ospita il Gran Premio d'Australia di Formula 1 nel circuito costruito all'interno dell'Albert Park, un parco cittadino. Fino al 2006, tale Gran Premio è stato la gara inaugurale della stagione di F1 ma nel 2006 la gara è stata programmata in un altro periodo a causa della concomitanza con i Giochi del Commonwealth, che si sono tenuti proprio nella capitale dello Stato di Victoria. Melbourne conta numerose strutture sportive.

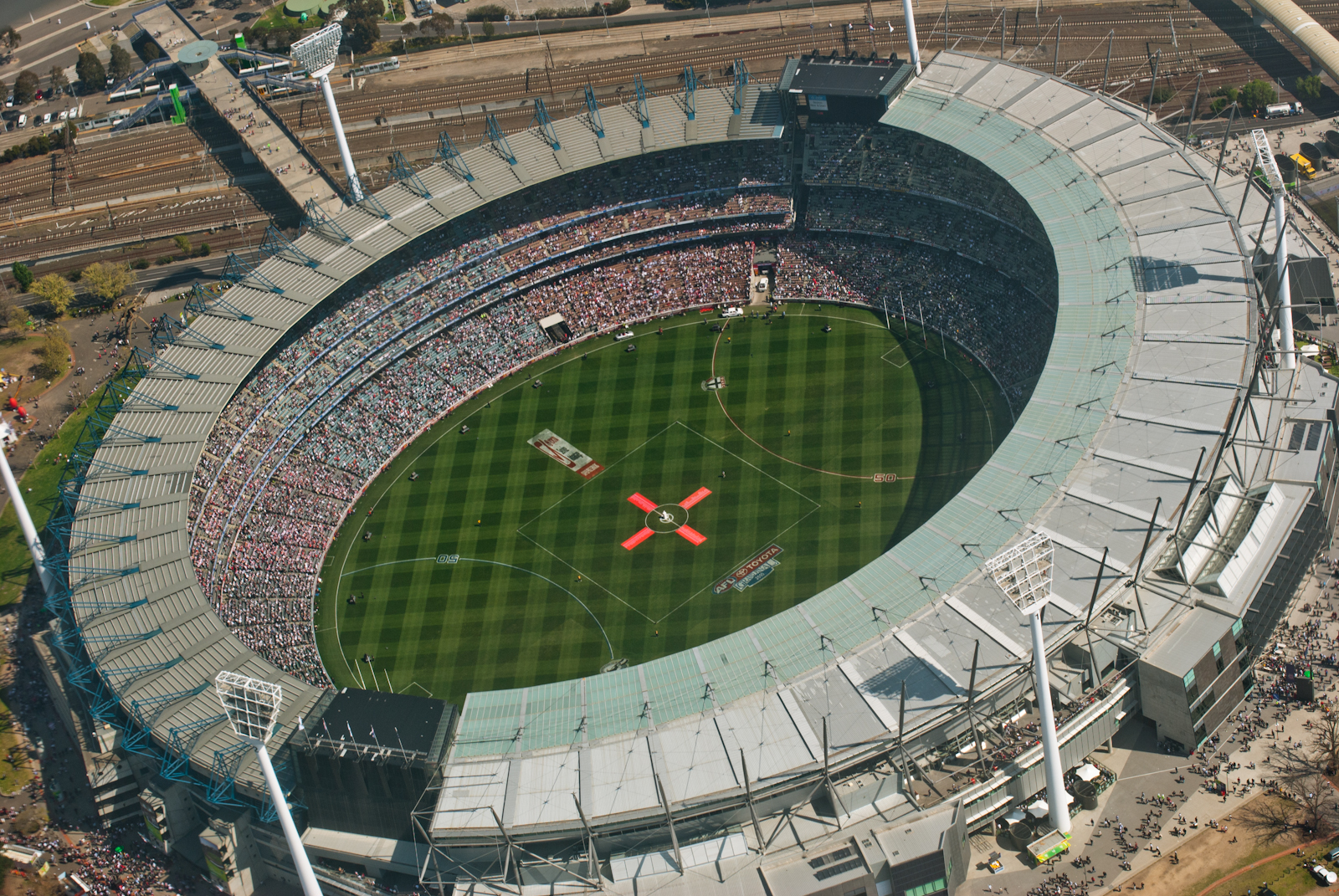
Melbourne Cricket Ground

Il più grande e famoso stadio è il Melbourne Cricket Ground, con una storia che comincia negli anni 1850, ha una capienza di 100 000 posti ed in esso vengono giocate le partite di cricket e football australiano. Importanti sono anche il Docklands Stadium e il nuovo Melbourne Rectangular Stadium.
Melbourne è la capitale del football australiano con 10 squadre cittadine su 16 attive a livello nazionale. Prima della creazione di una lega nazionale (Australian Football League, AFL), questo sport veniva praticato in tutti gli Stati australiani fatta eccezione per il Nuovo Galles del Sud e il Queensland dove primeggia il Rugby League. Ogni Stato aveva una propria lega di football australiano e la più famosa risultava essere la Victorian Football League, VFL. La VFL fornì le fondamenta per la creazione della Australian Football League. Oggi la VFL rappresenta una lega minore del Football Australiano.
Le 10 Squadre AFL della città sono :  Carlton Blues,  Collingwood Magpies,  Essendon Bombers,  Geelong Cats,  Hawthorn Hawks,  Melbourne Demons,  North Melbourne Kangaroos,  Richmond ,  St.Kilda Saints,  Western Bulldogs.
Con l'avvento del Campionato australiano di calcio, la A-League Men anche il calcio sta diventando uno degli sport più seguiti a Melbourne. La città ha sei squadre: il Melbourne City, il Western Utd ed il Melbourne Victory mentre nelle serie minori ma comunque con una storia importante il Northern Melbourne, il Southern Melbourne e il Carlton Azzurri.
Molto seguito è anche il campionato di rugby league. Il club cittadino sono i Melbourne Storm, società che nel 2007 e nel 2009 ha vinto il campionato della National Rugby League; mentre i Melbourne Rebels sono la squadra cittadina presente nel campionato di Rugby a 15. 
È da ricordare, anche, il Melbourne Sports and Aquatic Centre inaugurato il 24 luglio 1997 e costato 65 milioni di dollari australiani. Il centro ospita varie manifestazioni tra cui: la National Basketball League, il campionato studentesco di pallavolo, il campionato di rugby e l'Australian Swimming Championships. La struttura ha ospitato anche eventi internazionali tra i quali: i Campionati mondiali di nuoto 2007, i XVIII Giochi del Commonwealth, la Coppa del Mondo di nuoto, la World Squash Championships, i World Masters Games nel 2002, i Giochi olimpici silenziosi nel 2005 ed infine i Campionati mondiali di nuoto in vasca corta 2022.
Dal 1861 la città ospita anche la Melbourne Cup, una delle più importanti e ricche corse di cavalli nel mondo.
Melbourne e Geelong hanno anche ottenuto l'assegnazione dei Campionati del mondo di ciclismo su strada 2010.